# Bamot 841 és 842
A Bamot 841, valamint a Bamot 842 két motorkocsi volt az egykori Úttörővasúton.

## Történet
Az Úttörővasút 1948-ban nyitotta meg a kapuit. Ekkor még csak 490-es sorozatú gőzmozdonyok, az ABamot 2-es valamint a Kis Piri nevű motorkocsi közlekedett a vasúton, ám az üzemnek szüksége volt nagyobb befogadóképességű és erősebb járművekre. Ennek okán szerezték be 1950-ben a Bamot 841 és 842 motorkocsikat, majd 1951-ben a Bamot 801-es motorkocsit. A járművek jellege megegyezett a mai napig használt téli kocsikéval, külsőre nagyon hasonlítottak azokra. A járművek feltehetően 1973-ig közlekedtek az Úttörővasúton, amikor megérkeztek a máig is közlekedő Mk45-ös sorozatú mozdonyok. A járművek - a selejtezésük után - még több évig álltak a vasút vontatási telepén, de még az ezredforduló előtt elbontották azokat.
Jelenleg távlati cél a Gyermekvasúton, hogy készítsenek egy működőképes replikát az egyik motorkocsi alapján, de jelenleg más, nagyobb prioritást élvező projekteken dolgoznak a fűtőházban.